# Cabinet Merz
République fédérale d'Allemagne
Scholz 
Le cabinet Merz (en allemand : Kabinett Merz) est le gouvernement fédéral de la République fédérale d'Allemagne depuis le 6 mai 2025, sous la 21e législature du Bundestag.
Il est dirigé par le chrétien-démocrate Friedrich Merz et formé après les élections fédérales anticipées du 23 février 2025. Il se compose de 17 ministres, dont un porte le titre de vice-chancelier.
Majoritaire au Bundestag, il est constitué d'une « grande coalition » entre les Unions chrétiennes CDU/CSU et le Parti social-démocrate.
Il succède au cabinet Scholz, qui assumait la gestion des affaires courantes depuis les élections fédérales.

## Historique du mandat
Ce gouvernement est dirigé par le nouveau chancelier fédéral chrétien-démocrate Friedrich Merz. Il est constitué et soutenu par une « grande coalition » entre l'Union chrétienne-démocrate d'Allemagne (CDU), l'Union chrétienne-sociale en Bavière (CSU) et le Parti social-démocrate d'Allemagne (SPD). Ensemble, ils disposent de 328 députés sur 630, soit 52,1 % des sièges du Bundestag.
Il est formé à la suite des élections fédérales anticipées du 23 février 2025.
Il succède donc au cabinet du social-démocrate Olaf Scholz, initialement constitué d'une coalition « en feu tricolore » entre le Parti social-démocrate, l'Alliance 90/Les Verts (Grünen) et le Parti libéral-démocrate (FDP), puis d'une coalition « rouge-verte » minoritaire après le départ du FDP dans le cadre de la crise politique de novembre 2024.

### Formation
Lors des élections législatives, la CDU/CSU arrive en tête avec plus de 28 % des voix, devant l'Alternative pour l'Allemagne (AfD) qui réalise avec près de 21 % des suffrages un résultat historique pour un parti d'extrême droite. Le Parti social-démocrate s'effondre avec environ 16 % des voix tandis que les Grünen reculent à presque 12 % et que le Parti libéral-démocrate échoue à franchir le seuil électoral de 5 %, ce qui l'exclut de toute représentation au Bundestag. La formation d'une « grande coalition » est présentée comme l'option la plus probable.
Les échanges entre la CDU/CSU et le SPD commencent le 28 février. Le 8 mars 2025 — quatre jours après la conclusion d'un accord historique sur une réforme du frein à l'endettement qui exempte les dépenses en matière de défense et d'infrastructures —, Friedrich Merz et les présidents de la CSU Markus Söder et du SPD Lars Klingbeil et Saskia Esken indiquent avoir conclu un accord de principe pour former un gouvernement commun. Les négociations de coalition s'ouvrent le 13 mars et se concluent positivement le 9 avril. Le contrat de coalition est formellement signé le 5 mai par les présidents de la CDU, de la CSU et du SPD.
Le 28 avril, la CDU puis la CSU dévoilent les noms de leurs ministres fédéraux. Le SPD révèle le 30 avril que son co-président Lars Klingbeil sera vice-chancelier et ministre fédéral des Finances et le reste de son casting ministériel est présenté le 5 mai.
Comme annoncé le 14 avril par le Bundestag, la séance d'élection de Friedrich Merz au poste de chancelier fédéral est organisée le 6 mai. Lors du premier tour de scrutin, il échoue, ce qui constitue une première dans l'histoire de l'Allemagne fédérale, en obtenant 310 voix, soit six de moins que la majorité absolue et 18 voix de moins que le total de sa coalition. Il est finalement élu lors du second tour, organisé quelques heures plus tard, avec 325 voix favorables. Le nouveau chancelier est assermenté dans la foulée puis le président fédéral Frank-Walter Steinmeier procède à la nomination des ministres fédéraux. Trois jours plus tard, le ministre fédéral de la Numérisation Karsten Wildberger, seul indépendant du cabinet, adhère à la CDU.

### Programme de coalition

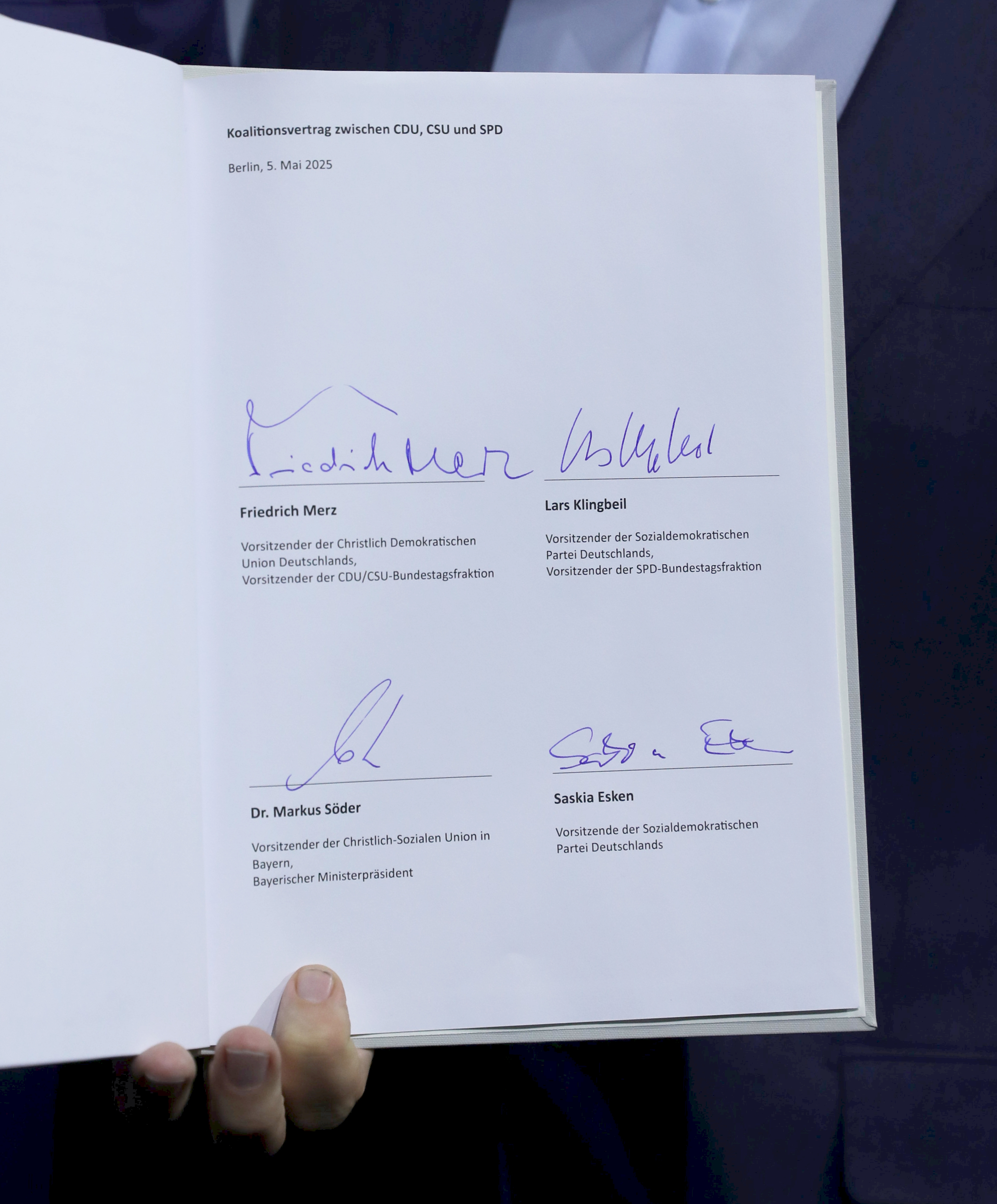
Le contrat de coalition signé par les chefs des partis.

L'accord de coalition entre la CDU/CSU et le SPD, long de 146 pages, présente peu de surprises et combine les revendications et les priorités des deux forces politiques. Il prévoit ainsi une restriction de la politique migratoire notamment en limitant le regroupement familial et en abrogeant les procédures accélérées de naturalisation instaurées par le cabinet Scholz. Sur la fiscalité, les impôts des classes moyennes diminueront à partir de 2027 et ceux des entreprises en 2028. Le salaire minimum pourrait être relevé à 15 € dès 2026. Un service militaire volontaire sera mis en œuvre, le budget de la Défense sera significativement relevé et le gouvernement apportera un « soutien complet » à l'Ukraine dans le cadre de l'invasion russe. Ainsi, la CDU a dû renoncer à des baisses d'impôt massives, au retrait de la double nationalité pour les délinquants et au rétablissement de la conscription, tandis que le SPD a abandonné l'augmentation de la fiscalité sur les grandes fortunes,.
Selon les termes de l'accord, la CDU dirigera les ministères de l’Économie, des Affaires étrangères, de l’Éducation, de la Santé et des Transports ainsi qu’un nouveau ministère de la Numérisation et de la Modernisation de l'État. Le SPD conservera le ministère de la Défense et détiendra les ministère des Finances, de la Justice, du Travail, de l'Environnement, de la Coopération et du Logement. Enfin, la CSU disposera des ministères de l'Intérieur, de la Recherche et de l'Agriculture.
Le 10 avril, la direction de l'Union chrétienne-sociale ratifie le contrat de coalition à l'unanimité. La conférence fédérale de l'Union chrétienne-démocrate en fait de même le 28 avril à une « majorité écrasante » selon la direction, sans préciser s'il y a eu des oppositions ou des abstentions. Le Parti social-démocrate publie le 30 avril les résultats de son référendum interne, qui indiquent que le contrat de coalition a été approuvé par 86 % des votants, soit dix points de plus qu'en 2018 et vingt de plus qu'en 2013, avec un taux de participation de 56 % des inscrits, en recul de vingt points par rapport aux deux précédentes consultations.

## Composition
| Fonction                                                                                                  | Titulaire | Titulaire                    | Titulaire            | Parti |
| --- | --------- | ---------------------------- | -------------------- | ----- |
| Chancelier fédéral                                                                                        |           | Friedrich Merz en 2025       | Friedrich Merz       | CDU   |
| Vice-chancelier Ministre fédéral des Finances                                                             |           | Lars Klingbeil en 2025       | Lars Klingbeil       | SPD   |
| Ministre fédéral de l'Intérieur                                                                           |           | Alexander Dobrindt en 2025   | Alexander Dobrindt   | CSU   |
| Ministre fédéral des Affaires étrangères                                                                  |           | Johann Wadephul en 2014      | Johann Wadephul      | CDU   |
| Ministre fédéral de la Défense                                                                            |           | Boris Pistorius en 2025      | Boris Pistorius      | SPD   |
| Ministre fédérale de l'Économie et de l'Énergie                                                           |           | Katherina Reiche en 2014     | Katherina Reiche     | CDU   |
| Ministre fédérale de la Recherche, de la Technologie et de l'Espace                                       |           | Dorothee Bär en 2025         | Dorothee Bär         | CSU   |
| Ministre fédérale de la Justice et de la Protection des consommateurs                                     |           | Stefanie Hubig en 2025       | Stefanie Hubig       | SPD   |
| Ministre fédérale de l'Éducation, de la Famille, des Personnes âgées, des Femmes et de la Jeunesse        |           | Karin Prien en 2025          | Karin Prien          | CDU   |
| Ministre fédérale du Travail et des Affaires sociales                                                     |           | Barbel Bäs en 2025           | Bärbel Bas           | SPD   |
| Ministre fédéral de la Numérisation et de la Modernisation de l'État                                      |           | Karsten Wildberger en 2025   | Karsten Wildberger   | CDU   |
| Ministre fédéral des Transports                                                                           |           | Patrick Schnieder en 2014    | Patrick Schnieder    | CDU   |
| Ministre fédéral de l'Environnement, du Climat, de la Protection de la Nature et de la Sécurité nucléaire |           | Carsten Schneider en 2025    | Carsten Schneider    | SPD   |
| Ministre fédérale de la Santé                                                                             |           | Nina Warken en 2020          | Nina Warken          | CDU   |
| Ministre fédéral de l'Alimentation, de l'Agriculture et de la Patrie                                      |           | Alois Rainer en 2025         | Alois Rainer         | CSU   |
| Ministre fédérale de la Coopération économique et du Développement                                        |           | Reem Alabali-Radovan en 2025 | Reem Alabali-Radovan | SPD   |
| Ministre fédérale du Logement, du Développement urbain et de la Construction                              |           | Verena Hubertz en 2025       | Verena Hubertz       | SPD   |
| Ministre fédéral avec attributions spéciales Directeur de la chancellerie fédérale                        |           | Thorsten Frei en 2014        | Thorsten Frei        | CDU   |